# داء التليف
التليف التهاب مزمن وحالة طبية تليفيه تؤثر على النسيج البرنشمي (نسيج الرئة الاسفنجي) للرئتين تنتج من استنشاق وانحصار أليف مادة الإسبست. تحدث عادة بعد التعرض المكثف جداً و/أو التعرض الطويل لمادة الاسبست (خاصة في الأفراد الذين يعملون في إنتاج والاستخدام النهائي للمنتجات التي تحتوي مادة الإسبست)، ولذلك يعتبر مرض رئوي مهني. الناس الذين يعانون من التعرض المهني الشامل لقطاع التعدين والصناعات التحويلية والمناولة وإزالة الإسبست معرضون لخطر تطوير التليف.
المرضى الذين يعانون من التليف قد يعانون من ضيق تنفس شديد وهم في خطر متزايد لبعض الأورام الخبيثة بما في ذلك سرطان الرئة وورم الظهارة المتوسطة الأقل شيوعاً. يشير التليف إلى التليف المتني (بين الخلايا) من مادة الاسبست وليس تليف في الغشاء الذي يحيط بالرئة أو ترسبات لوحية.

## الأعراض والعلامات
تكون علامات وأعراض التليف واضحة عادة بعد فترة طويلة من الزمن مرت بعد التعرض لمادة الاسبست غالباً لعدة عقود تحت الظروف الحالية في الولايات المتحدة. الأعراض الأولية للتليف هي بشكل عام بداية بطيئة من ضيق التنفس خصوصا مع النشاط البدني. في الحالات المتقدمة سريرياُ من التليف قد تؤدي إلى فشل الجهاز التنفسي. عندما يسمع الطبيب رئتي مريض التليف باستخدام السماعة فإنه من الممكن أن يسمع خرخرة في الشهيق.
وظيفة الرئة المميزة الموجودة في التليف هي خلل تقييدي في التنفس. ويظهر على شكل تقليل في حجوم الرئة خصوصا القدرة الحيوية (VC) وقدرة الرئة الكلية (TLC). من الممكن أن تكون قدرة الرئة الكلية قلّت من خلال حدوث السماكة في جدار الحويصلات الهوائية، مع ذلك هذا لا يحصل دائماً في الحالة المرضية.
وظيفة المجرى الهوائي الكبيرة التي تعكسها نسبة حجم الزفير المخرج بشكل قوي في الدقيقة الأولى إلى حجم القدرة الحيوية المقوى (FEV1/FVC) بشكل عام تكون محفوظة. في الحالات الشديدة يكون الانخفاض الحاد في وظيفة الرئة بسبب تشنج الرئتين وانخفاض القدرة الكلية للرئة ومن الممكن أن تسبب فشل في الجهة اليمنى للقلب (مرض قلبي رئوي). بالإضافة إلى الخلل التقّيدي قد يؤدي التليف إلى تقليل في خاصية القدرة على الانتشار وانخفاض كمية الأكسجين في الدم في الشرايين.

## نشوء المرض
التليف هو حدوث ندب في نسيج الرئة (يبدأ حول القصبات المحيطية وقنوات الحويصلات الهوائية ويتمدد إلى جدران الحويصلات الهوائية) نتيجة لاستنشاق ألياف الإسبست. هناك نوعين من الألياف: الأمفيبول (رقيقة ومستقيمة) والملتوية (منحنية). كل أنواع ألياف الإسبست مسؤولة عن الأمراض التي تصيب البشر ولها القدرة على الاختراق بعمق في داخل الرئتين. عندما تصل مثل هذه الألياف للحويصلات الهوائية (أكياس الهواء) في الرئةٌ؛ مكان انتقال الأكسجين للدم، تتسبب الأجسام الغريبة (ألياف الإسبست) في تحفيز الجهاز المناعي الموضعي للرئتين ويثير تفاعل الالتهاب المسيطر عليه من قبل خلايا البلعمة العملاقة التي تستجيب للعوامل الكيميائية المحفزة من قبل الألياف. يمكن أن يوصف تفاعل الالتهاب هذا بأنه مزمن بدلاً من حاد مع تقدم مستمر بطيء لجهاز المناعة في المحاولة على القضاء على الألياف الغريبة. تبلع خلايا البلعمة العملاقة الألياف وتحفز الخلايا الليفية لتصنيع النسيج الضام. بسبب المقاومة الطبيعية لألياف الاسبست للهضم بعض خلايا البلعمة العملاقة تموت والبعض الآخر يطلق إشارات كيميائية مسببة للالتهاب لتجذب المزيد من خلايا البلعمة الرئوية والخلايا الليفية التي تُنتج نسيج الندبة الليفي والذي يصبح في النهاية منتثر ومن الممكن أن يتقدم في الأشخاص الأكثر عرضة لذلك. هذا النسيج يمكن أن يرى مجهرياً بعد وقت قصير من التعرض لمادة الإسبست في الأمثلة الحيوانية. بعض ألياف الاسبست تصبح على شكل طبقات باستخدام مادة بروتينية تحتوي الحديد (جسم حديدي) في حالات التعرض الكبير حيث أن 10% من الألياف تصبح مغلفة، لكن معظم الألياف المستنشقة بقيت غير مغلفة. ما يقارب 20% من الألياف التي يتم استنشاقها تنتقل من خلال مكونات هيكل الظهارة للحويصلات الهوائية إلى الجزء الفراغي في الرئة وفيه تتفاعل مع خلايا البلعمة العملاقة وخلايا اللحمة المتوسطة. يبدو أن السيتوكاينا؛ عامل تحديد النمو بيتا وعامل نخر الورم ألفا، تلعب أدواراً أساسية في تطور الندبة بقدر ما يمكن أن تكون فإنه قد تم إلغاء العملية في الأمثلة الحيوانية من خلال منع ظهور عوامل النمو. النتيجة هي تليف في الفراغ الانحلالي وهذا هو التليف، هذه الندبة الليفية تسبب في تضخم جدران الحويصلات الهوائية مما يقلل من مرونتها وخاصية انتشار الغاز وتقليل انتقال الأكسجين إلى الدم وكذلك إزالة ثاني أكسيد الكربون. هذا يؤدي إلى ضيق في التنفس وهو عرض شائع يكون في الأفراد الذين يعانون من التليف.

## التشخيص

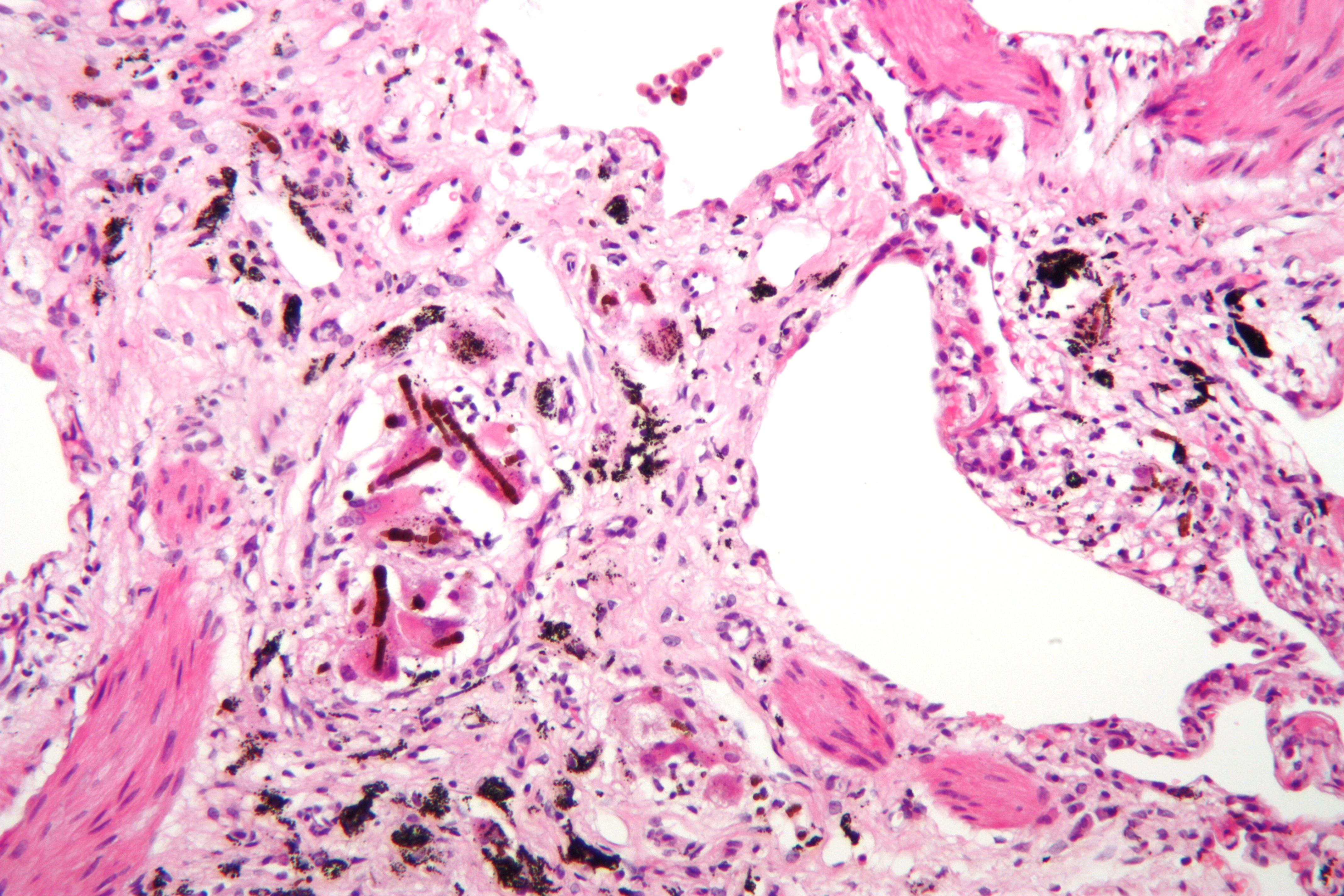
صورة مجهرية للتليف تبين الأجسام الحديدية المميزة و التليف الخلالي الملحوظ (أو الندب) صبغة الهيماتوكسيلين و الأيوسين.

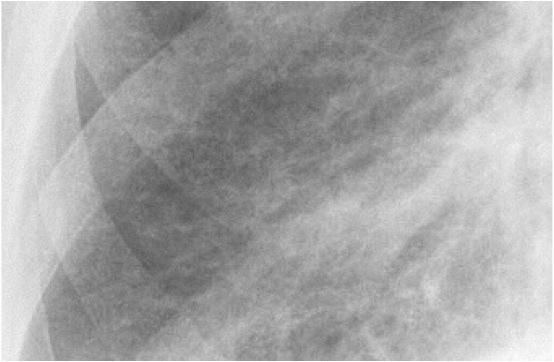
صورة مقربة للتليف في المنطقة اليمنى السفلية. ILO 2/2 S/S

أشعة سينية للتليف في الجانب الصدري تظهر الترسبات من الحجاب الحاجز.

وفقاً للجمعية الأمريكية لأمراض الصدر (ATS)  فإن المعايير التشخيصية العامة للتليف هي:
- دليل مرض هيكلي يتوافق مع التليف موثق بالتصوير وعلم الأنسجة.
- دليل على العلاقة السببية لمادة الإسبست كما هو موثق من قبل السيرة البيئية والوظيفية وعلامات التعرض (عادة على شكل لوحات على الغشاء المحيط بالرئة)، الشفاء من أجسام مادة الإسبست أو وسائل أخرى.
- استبعاد الأسباب البديلة المعقولة للنتائج.

صورة الأشعة السينية للصدر الغير طبيعية وتفسيرها تبقى من أهم العوامل في تحديد وجود تليف رئوي. تظهر النتائج عادة على شكل ظلمات (عتمات) برنشمية (في الجزء الأسفنجي للرئة) صغيرة وغير منتظمة خصوصا في قواعد الرئة. باستخدام نظام تصنيف منظمة العمل الدولية و«أس», «تي» و/ أو «يو» الظلمات تفوق العدد. الأشعة المقطعية الحاسوبية والأشعة المقطعية الحاسوبية عالية الدقة تكون أكثر حساسية من التصوير الإشعاعي العادي في الكشف عن التليف الرئوي (وكذلك أي تغيرات في الغشاء المحيط بالرئة). أكثر من 50% من الناس الذين يعانون من التليف يظهر عندهم ترسبات (لويحات) في غشاء الرئة الجدار؛ الفراغ بين جدار الصدر والرئتين. أينما ظهرت نتائج التصوير الإشعاعي للتليف، من الممكن أن تتطور بشكل بطيء أو تبقى ثابتة، حتى في غياب المزيد من التعرض لمادة الاسبست. في حالة التقدم السريع فإنه يشير إلى تشخيص بديل.
يشبه التليف الكثير من أمراض الرئة الانتشارية وتشمل التهابات الرئة الأخرى. يشمل التشخيص المميز للتليف الرئوي مجهول السبب والإلتهاب الرئوي نتيجة لفرط الحساسية والساركويد وغيرها. يؤثر وجود اللويحات (الترسبات) في الغشاء المحيط بالرئة دليل مساعد للمسبب من مادة الإسبست. على الرغم من أن الخزعة من الرئة ليست ضرورية فإن وجود أجسام مادة الإسبست مع وجود التليف الرئوي يحدد التشخيص. على العكس، فإن التليف الرئوي الفراغي مع غياب أجسام مادة الإسبست في معظم الأحيان لا يكون تليفاً. وجود أجسام مادة الإسبست مع غياب التليف يدل على التعرض لمادة الإسبست وليس المرض.

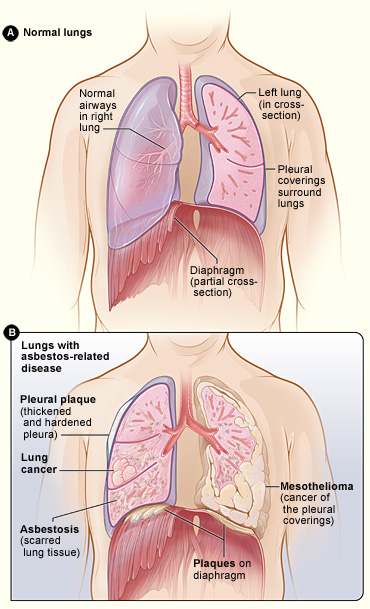
الشكل أ يوضح موقع الرئتين و المسالك التنفسية و الغشاء الخارجي للرئة و الحجاب الحاجز في الجسم. الشكل ب يوضح الرئتين مع الأمراض المتعلقة بمادة الإسبست و تشمل ترسبات الغشاء الخارجي و سرطان الرئة و التليف و الترسبات على الحجاب الحاجز وورم الظهارة المتوسطة.
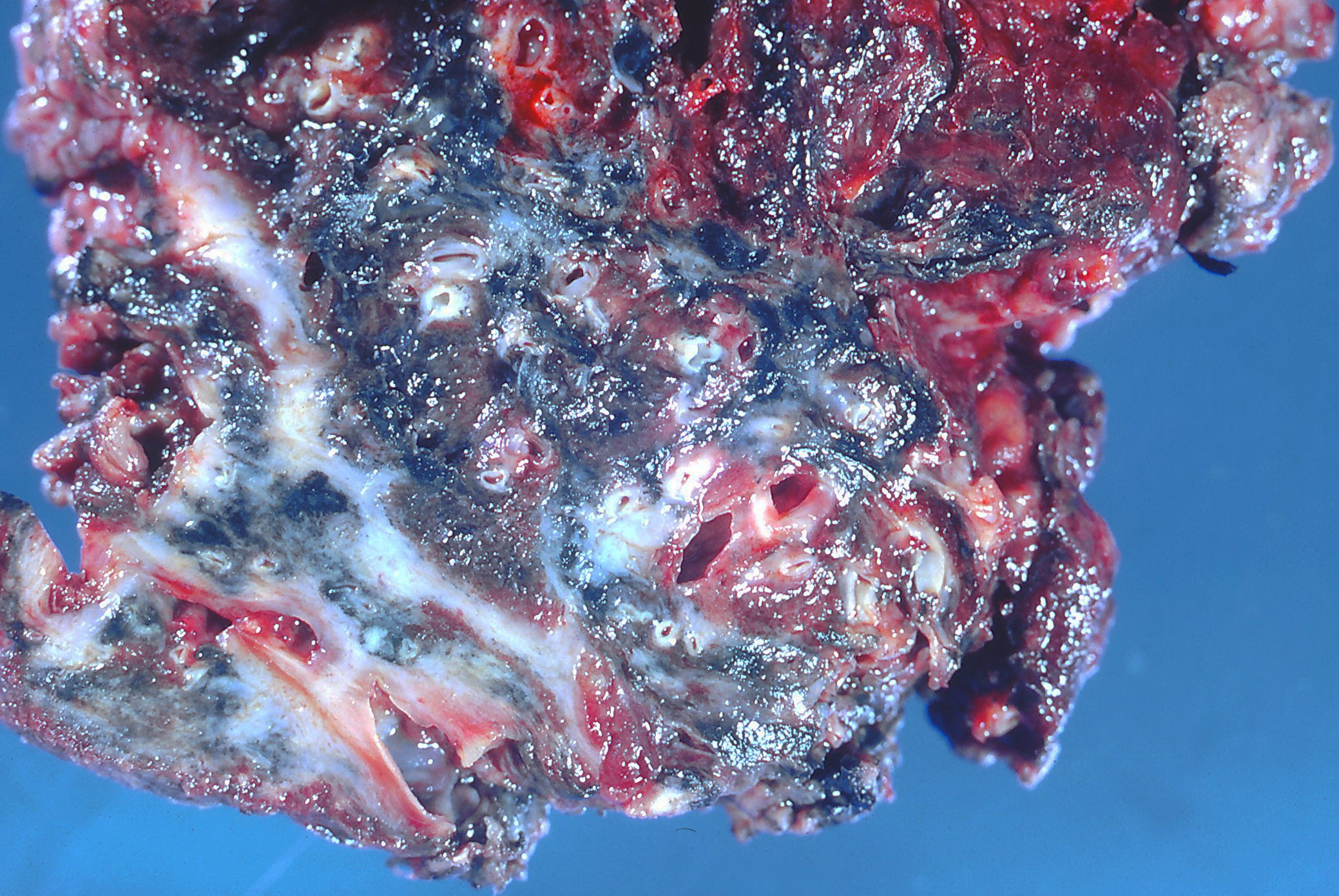
تليف كثيف على الغشاء الخارجي للرئة و النسيج البرنشيمي.
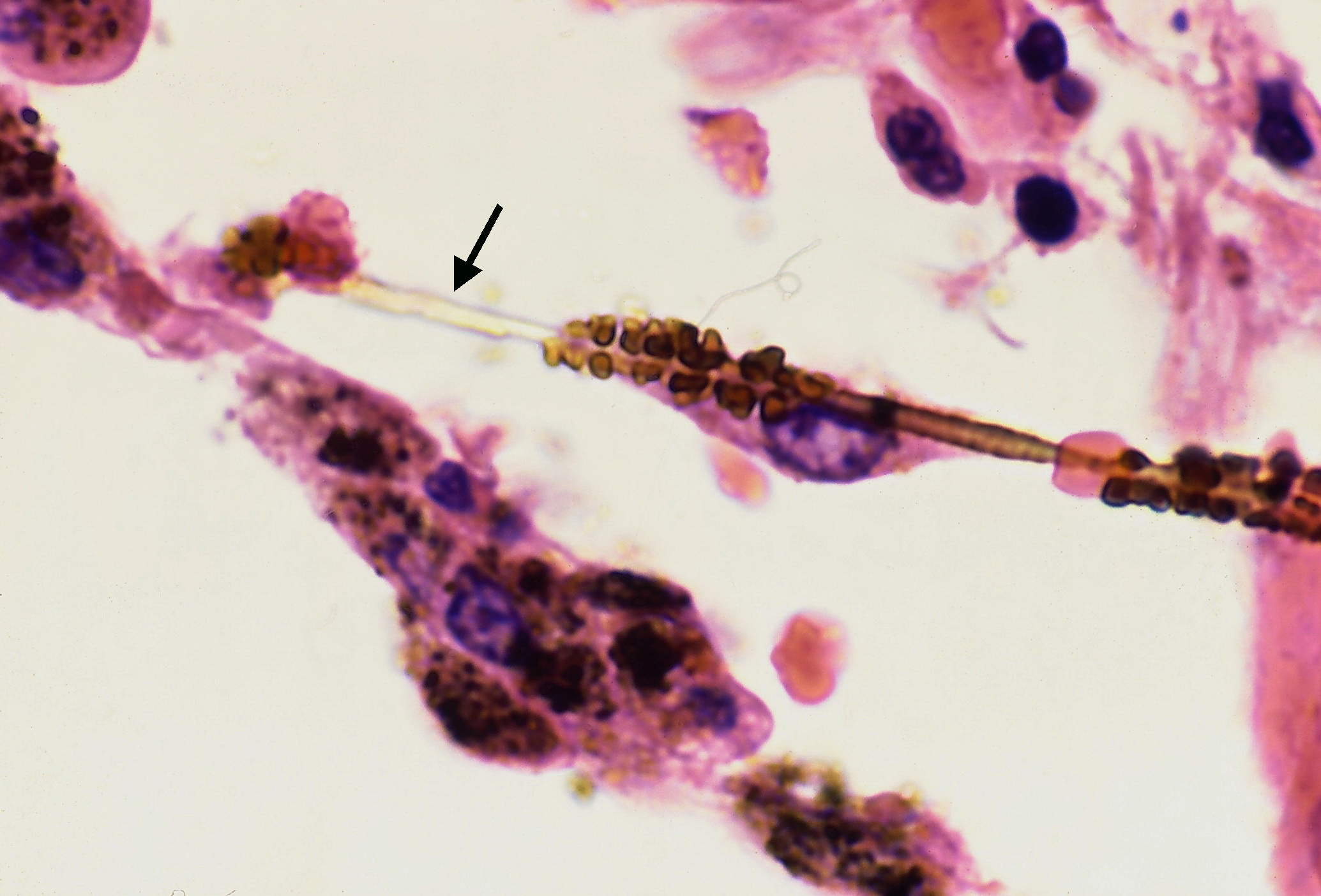
السهم يؤشر على القطعة الغير مغلفة من ألياف مادة الإسبست في هذا الجسم الحديدي.
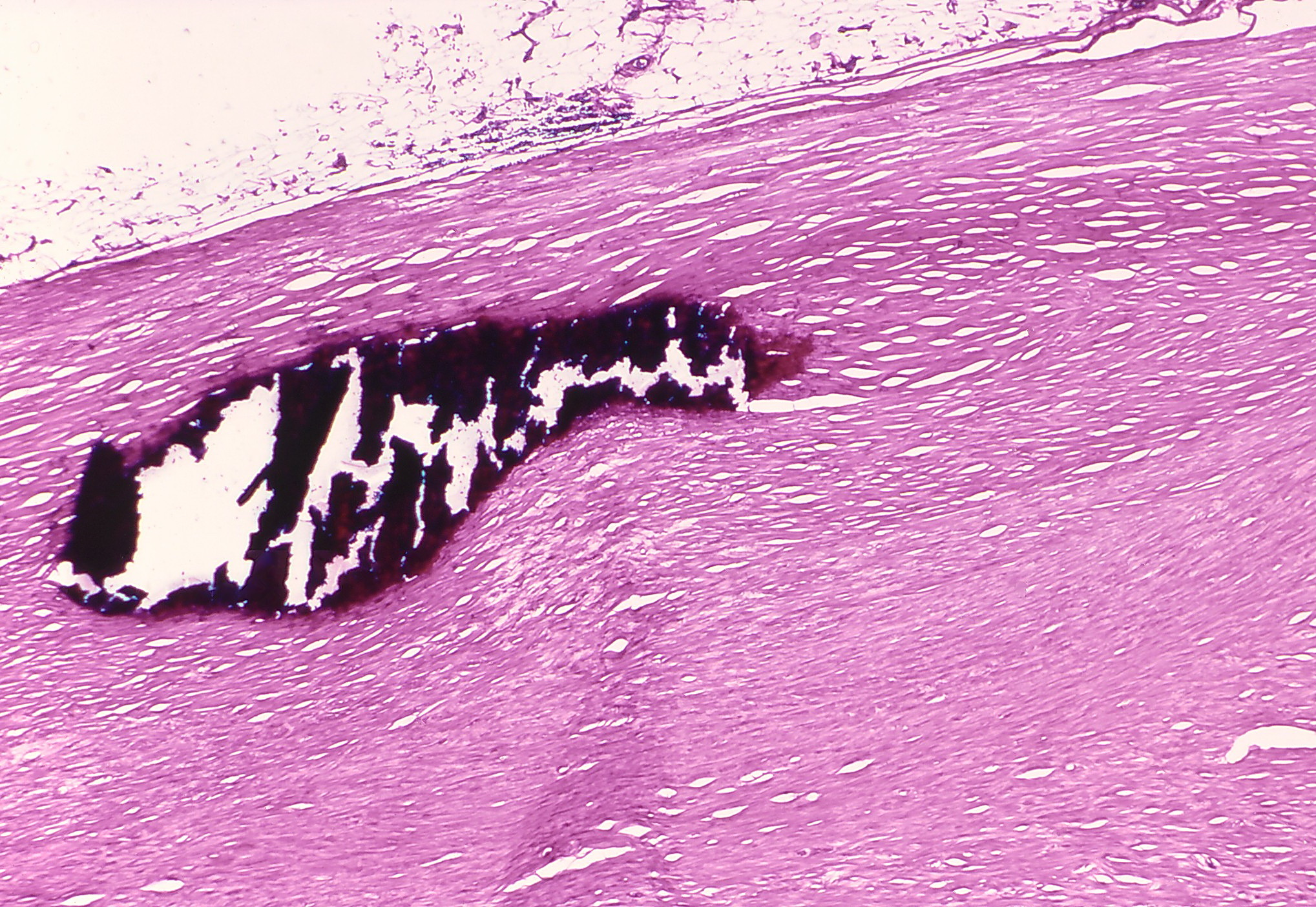
تليف شديد في الغشاء الخارجي للرئة مع تكلس بؤري.
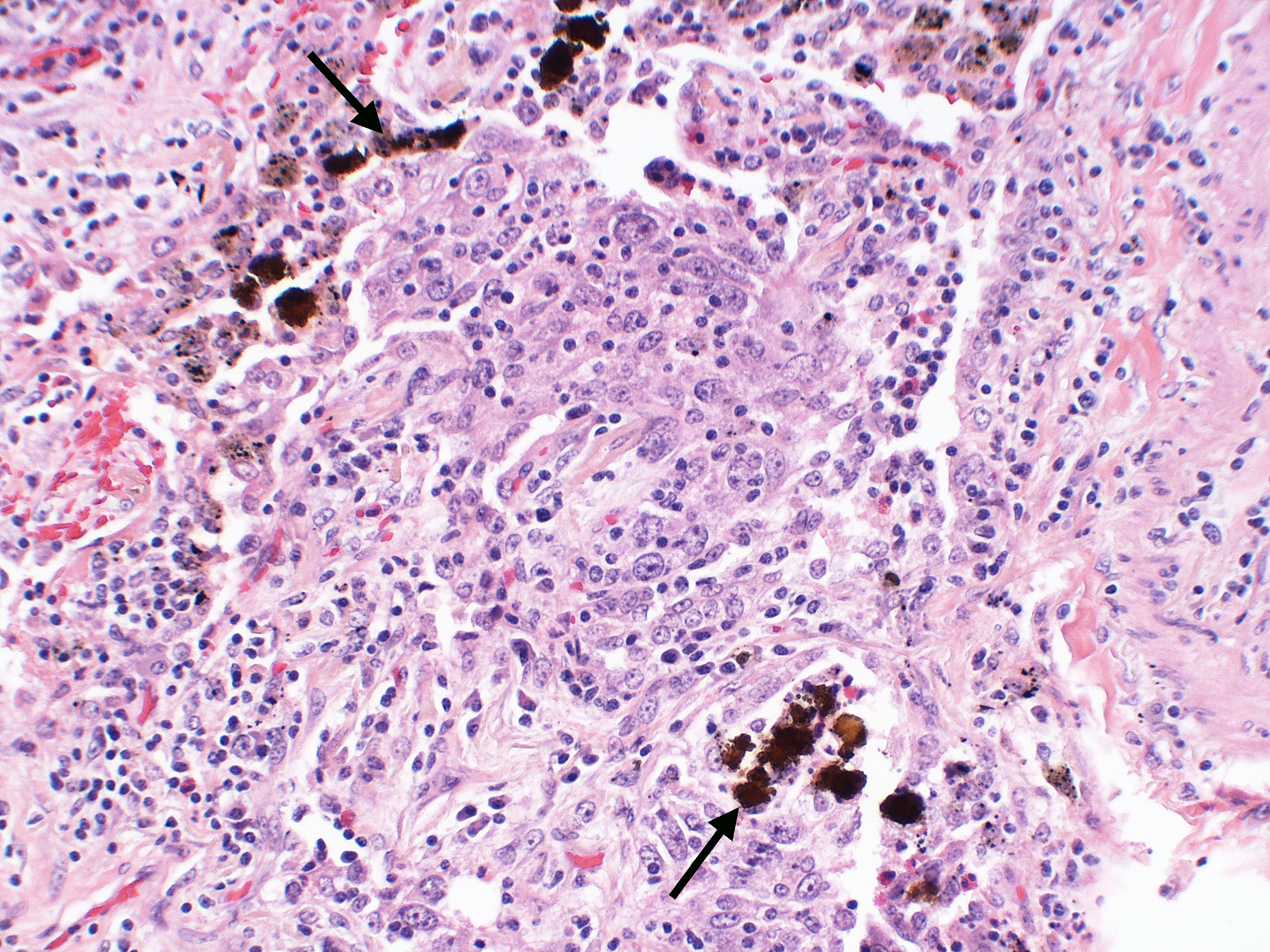
الأسهم السوداء تؤشر على الأجسام الحديدية التي تقع في محيط بؤرة سرطان الخلايا الغير صغيرة الرئوي.

## العلاج
لا يوجد علاج متاح للتليف. العلاج بالأكسجين في المنزل غالباً ما يكون ضرورياً للتخفيف من ضيق التنفس وتصحيح نقص الأكسجين. العلاج المساعد للأعراض يشمل العلاج الطبيعي التنفسي لازالة الإفرازات من الرئتين من خلال التفريغ الوضعي ودق الصدر والاهتزاز. أدوية الرذاذ يمكن أن توصف لكي ترخي الإفرازات أو علاج مرضى الانسداد الرئوي المزمن. التطعيم ضد الالتهاب الرئوي الناتج من المكورات الرئوية ومطعوم الأنفلونزا السنوي تعطى بسبب زيادة الحساسية للأمراض. الأشخاص الذين يعانون من التليف أكثر عرضة لبعض أنواع السرطان. إذا كان الشخص مدخنأ، فإن الإقلاع عن هذه العادة يقلل المزيد من الضرر. الفحوصات الدورية لوظيفة الرئة والأشعة السينية للصدر والتقييمات السريرية وتشمل فحص وتقييم السرطان تعطى للكشف عن المخاطر الإضافية.

## المسائل القانونية
المقال الرئيسي: مادة الإسبست والقانون.
وفاة الإنجليزية عاملة النسيج نيلي كريشو عام 1924 م من التليف الرئوي كانت الحالة الأولى التي وصفت في المؤلفات الطبية، وأول تقرير نشر لمرض يعزى للتعرض لمادة الإسبست المهنية. مع ذلك نفى أرباب عملها السابقين (تيرنر بروذرز أسبستوس) أن التليف موجود لأن الحالة الطبية لم تكن معترف بها بشكل رسمي في ذلك الوقت. ونتيجة لذلك فإنهم قبلوا عدم المسؤولية لإصابتها وعدم دفع أي تعويض لها أثناء المرحلة النهائية من مرضها أو لأسرتها المكلومة بعد وفاتها. مع ذلك فإن نتائج التحقيق في موتها كانت لها قدر تأثيري كبير مما أدى إلى تحقيق برلماني من قبل الحكومة البريطانية. اعترف التحقيق رسمياً بوجود التليف واعترف أنه خطر على الصحة واستنتج أن ذلك يرتبط بدون جدل مع الٌإستنشاق الطويل لغبار مادة الإسبست. بعد أن ثبت وجود التليف على أساس طبي وقضائي أنتج تقرير في أول لائحة قوانين في صناعة مادة الإسبست التي نشرت عام 1931م والتي دخلت حيز التنفيذ في 1 مارس 1932م. حدثت أول دعاوى قضائية ضد مصنعي الإسبست في عام 1929م ومنذ ذلك الحين تم رفع العديد من الدعاوى القضائية ضد الشركات المصنعة للإسبست وأصحاب العمل  لإهمالهم في تنفيذ تدابير السلامة بعدما أصبح الربط بين مادة الإسبست والتليف الرئوي وورم الظهارة المتوسطة معروفاً (بعض التقارير يبدو أنها وضعت هذا مبكرا عام 1898م في العصر الحديث)، وقد بلغت المسؤولية الناتجة من العدد الهائل من الدعاوى والأشخاص المتضررين البلايين من الدولارات. كانت المبالغ وطرق التعويض مصدراً لكثير من قضايا المحكمة في تسوية القضايا الحالية والمستقبلية.

## الحالات البارزة
- بيرني بانتون، داعية العدالة الاجتماعية.
- نيلي كيرشو، أول شخص شخص مع مرض ذات الصلة بالإسبست، 1924م.
- جون ماكدوجال، سياسي.
- ستيف ماكوين، ممثل.
- تيودور سمك الحفش، كاتب.

## و صلات خارجية
- دراسات حالة ATSDR في الطب البيئي: سمية الاسبستوس نسخة محفوظة 18 سبتمبر 2019 على موقع واي باك مشين. وزارة الصحة والخدمات البشرية
- الحكومة البريطانية للصحة والسلامة التنفيذية (الصحة والسلامة والبيئة)
- التعرض للأسبستوس -- المعهد الوطني للسرطان في الولايات المتحدة الأمريكية
- إرشادات الصحة العامة: الاسبستوس، كوينزلاند أستراليا حكومي، (وصلة مكسورة)
- نظام متكامل للمعلومات المخاطر: الأسبستوس
- معلومات حول الظروف الاسبستوس المستحثة